# 新潟トランシス
新潟トランシス株式会社（にいがたトランシス、英: Niigata Transys Co., Ltd.）は、鉄道車両・除雪機械・産業用車両などの製造・販売、案内軌条式鉄道システムの設計・製作および建設を行うIHIグループであり株式会社IHIの完全子会社。

## 概要
2001年（平成13年）に経営破綻した新潟鐵工所のうち、新交通システム・鉄道車両・除雪機械・産業用車両部門の事業を引き継ぐことを目的に2003年に設立された企業である。
鉄道車両製造では気動車、電車、客車、超低床LRVの新造・改造・修理・整備等の請負を行い、特に気動車の製造で全国シェアの約8割を占める。これは、設立に際して新潟鐵工所と気動車のシェアを二分していた富士重工業の鉄道車両部門をあわせて譲受したためで、富士重工業は新潟トランシスへ鉄道事業を継承する際に設計図などを譲渡、設備・部品等を売却し、アフターサービス等を委託するとともに、業務履行の為に社員を出向させている。
新潟鐵工所新潟構機工場（1998年に大山工場の機能を移転し開設）の土地・設備を引き継いでいる。新潟鐵工所ガスタービン工場（現IHI原動機新潟ガスタービン工場）と同じ敷地にある関係上、工場内に試験用の線路はあるが鉄道路線までの距離がある為、JR線とはつながっていない。このため、鉄道車両を含む製品の出荷はトレーラーによる輸送が主体となっている。甲種輸送で鉄道車両を出荷する場合、工場からトレーラーで聖籠町藤寄（国道7号新新バイパス・東港IC付近）まで輸送され、同所の黒山駅分岐新潟東港専用線（通称新潟東港鉄道、旧新潟臨海鉄道）・旧藤寄駅で鉄道に乗せ換えられ、同線を経由して黒山駅でJR白新線に出、納入先まで輸送される。改造等で工場入りする車両については、この逆となる。保線車両の納車についてはトレーラー輸送が主体となっている。
近年においてはブレーメン形と呼ばれる超低床LRV（超低床ライトレール車両）を、ドイツ・ボンバルディア・トランスポーテーション社（カナダに本社を持つボンバルディアグループの鉄道部門。大元は2001年にボンバルディアに買収されたドイツアドトランツ社である）より技術提供を受けてライセンス生産し、全国で7箇所の路面電車事業者に供給を行っている。
一般型車両においても地元の北越急行やえちごトキめき鉄道などへ車両を納入しており、地の利を生かす取引を行っている様子がうかがえる。また、気動車製造が主力との特性上、小口取引を厭わないことから、中小の電化私鉄では珍しくときおり新造車を導入する上信電鉄は、1000形以降はすべて当社で製造された。
除雪機械製造では「ニイガタ」のブランド名で道路用のロータリー除雪車を中心に展開している。

## 沿革
- 2001年（平成13年）11月27日 - 新潟トランシスの前身の一つである新潟鐵工所が会社更生法の適用を申請[4]。石川島播磨重工業（現・IHI）がスポンサー契約を締結。
- 2003年（平成15年）2月3日 - 石川島播磨重工業が70%出資するなどし、新潟トランシスを設立（従業員などもそのまま引き継ぐ）[5]。富士重工業（現・SUBARU）が鉄道車両の設計・製造から撤退した為、その鉄道車両製造部門も引き継いだ[5]。
- 2006年（平成18年）9月1日 - 当初の計画であった、新潟トランシスの残り30%の株式を石川島播磨重工業が取得し、石川島播磨重工業の完全子会社となる。
- 2012年（平成24年）9月24日 - 本社を新有楽町ビルに移転[6]。
- 2022年（令和4年）1月1日 - 本社を新潟事業所に移転し、豊洲IHIビル（IHI本社ビル）に東京営業所を設置[7]。
- 2023年（令和5年）11月24日 - 株式会社ジェイ・ウィル・パートナーズが運営管理するファンドによって、株式会社ジェイ・ケイ・エフが設立される。
- 2024年（令和6年）7月31日 - 製造・販売したロータリ式道路用除雪車の一部に、提示仕様とは異なる仕様の車両を納入していたことを不適切事象として公表。
- 2024年（令和6年）11月11日 - 図的な品質不正の事実が特別審査により確認されたとして、ISO9001の認証が取消しとなる。[8]
- 2025年（令和7年）7月22日 - 不適切事項についての調査が完了したことが公表される。親会社であるIHIからは、コーポレートによる関係会社の審査等を通じた品質保証システムの強化、人材育成の再構築、声の出る職場づくり等を進めることで、品質コンプライアンスの向上を図り、ステークホルダーの皆さまからの信頼回復に一丸となって取り組んでいくとの声明が出される。
- 2025年（令和7年）8月6日 - IHIより、全株式を同年12月30日をもって株式会社ジェイ・ケイ・エフに譲渡することを公表。今後はジェイ・ケイ・エフ傘下となり経営支援を受けることとなる。

## 新潟トランシスとなってからの主な製造車両
電車

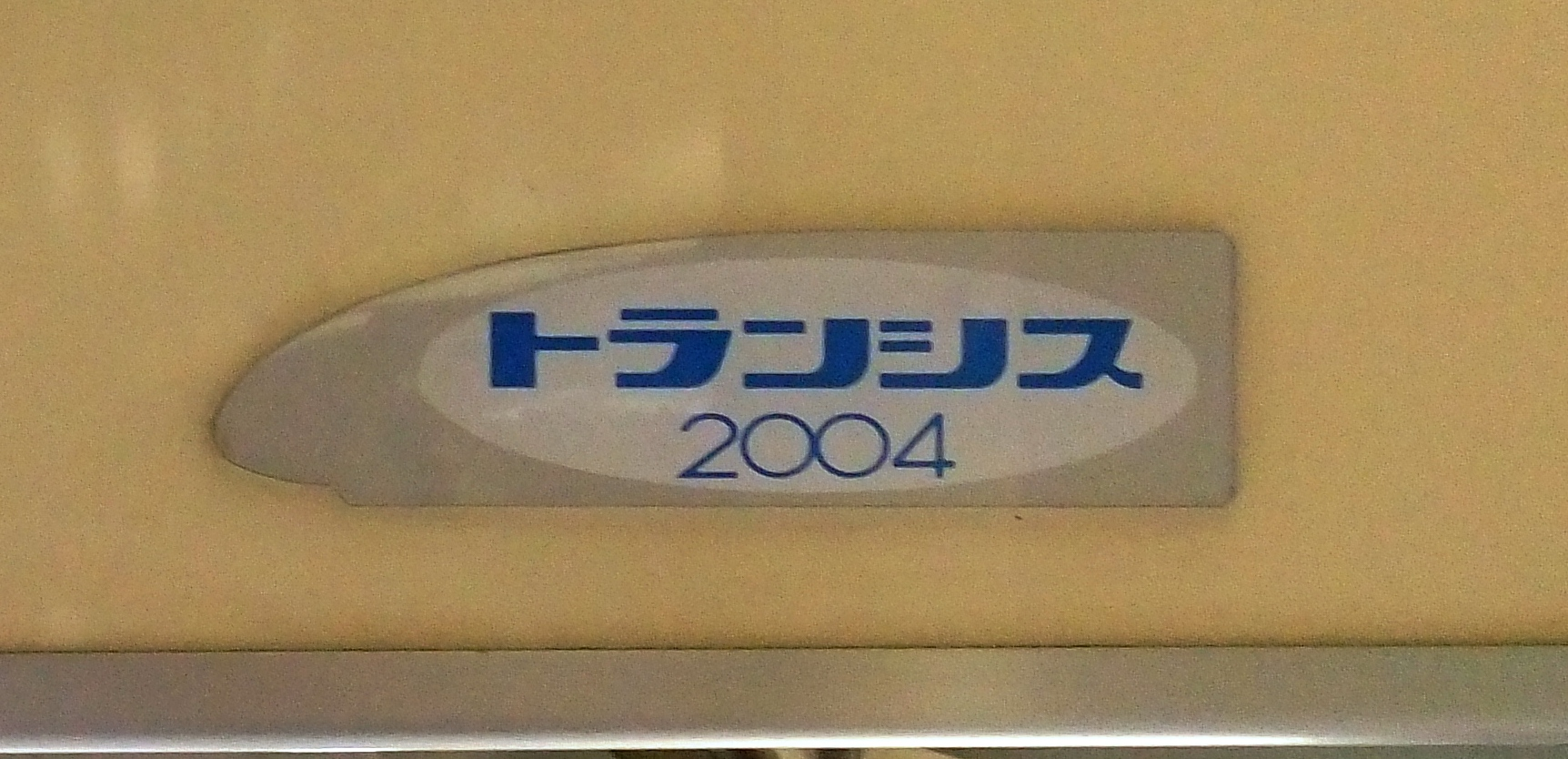
車内銘板
肥薩おれんじ鉄道HSOR-150形

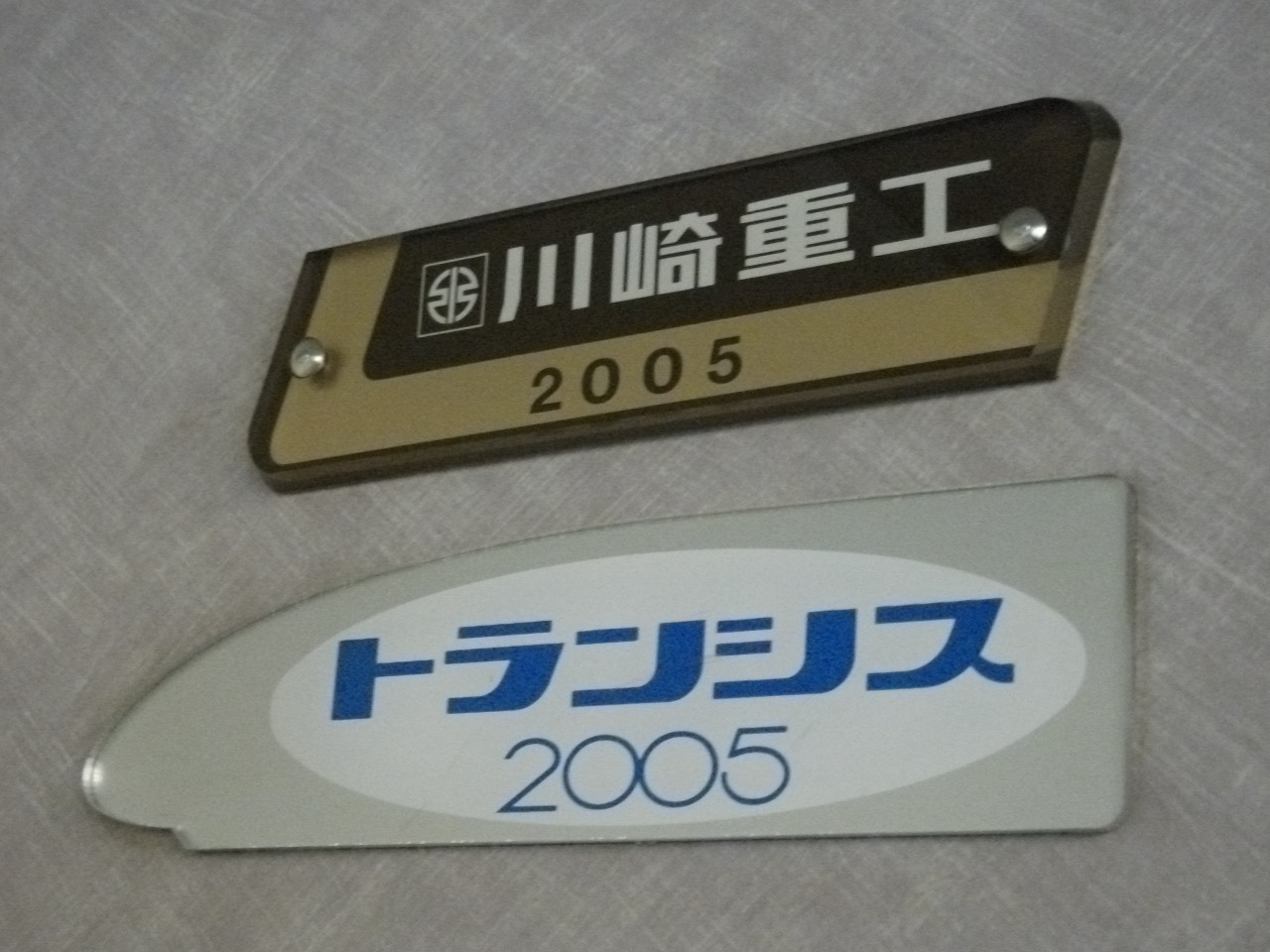
車内銘板
北越急行（現在はJR西日本保有）683系8000番台電車。構体を製造した川崎重工業と艤装以降を担当した新潟トランシスの2社の銘板が並ぶ。

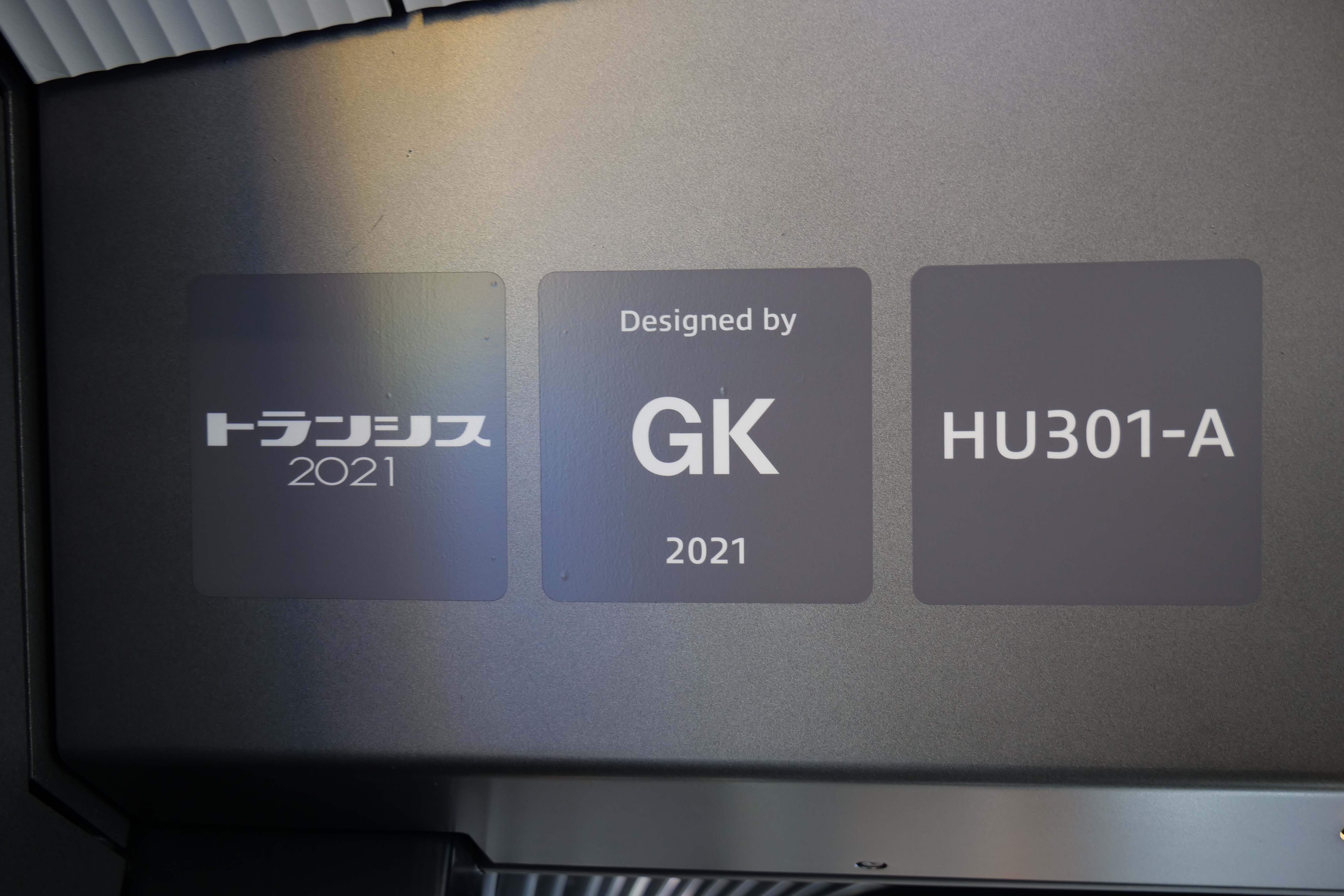
車内銘板（ステッカータイプ）
宇都宮ライトレールHU300形

- 北越急行（683系8000番台 （アルミ構体製造設備がないため、構体を川崎重工業で製造し、艤装以降を担当）、HK100形）
- 上信電鉄（7000形）
- 東日本旅客鉄道（E493系）

気動車
- 北海道旅客鉄道（キハ261系1000番台（4次車 - 6次車。構体は川崎重工業で製造し、艤装以降を担当）、キヤ291形）
- 東日本旅客鉄道（キハE120形、キハE130系、HB-E300系、GV-E197系12系(グリーン車)）
- 西日本旅客鉄道（キハ121系、キハ122系、キハ126系、キハ127系、キハ187系、キハ189系、キヤ141系、キヤ143形）
- 四国旅客鉄道（1500形）
- 九州旅客鉄道（キハ125形※400番台のみ、キハ200系※キハ200-5011のみ）
- 関東鉄道（キハ2400形、キハ5000形、キハ5010形、キハ5020形）
- 会津鉄道（AT-400形）
- 伊勢鉄道（イセIII型：102以降）
- 樽見鉄道（ハイモ295-510形）
- 長良川鉄道（ナガラ500形）
- 島原鉄道 (キハ2500形気動車)
- 甘木鉄道（AR300形：AR304以降）
- 土佐くろしお鉄道（9640形:11のみ）
- 伊予鉄道（坊っちゃん列車）
- えちごトキめき鉄道（ET122形）
- ミャンマー国鉄向け電気式気動車
- 第三セクター鉄道向けNDCシリーズ
  - 三陸鉄道（36-600形、36-700形、36-Z形、36-R形）
  - 由利高原鉄道（YR-2000形）
  - 会津鉄道（AT-350形、AT-500/550形、AT-600/650形、AT-700/750形）
  - いすみ鉄道（いすみ300型、いすみ350型、キハ20形）
  - 天竜浜名湖鉄道（TH2100形）
  - 樽見鉄道（ハイモ330-700形）
  - のと鉄道（NT200形、NT300形）
  - 錦川鉄道（NT3000形）
  - 平成筑豊鉄道（400形、500形）
  - 肥薩おれんじ鉄道 （HSOR-100形、HSOR-150形）
  - わたらせ渓谷鐵道（WKT-500形、WKT-510形、WKT-550形、WKT-520形）
  - くま川鉄道（KT-500形）
  - 信楽高原鐵道（SKR400形、SKR500形）
  - 鹿島臨海鉄道（8000形）
  - 高千穂鉄道（TR-400形）
  - WILLER TRAINS（KTR300形）
  - 南阿蘇鉄道（南阿蘇鉄道MT-4000形気動車）

客車
- 西日本旅客鉄道（35系）

超低床LRV(超低床路面電車)
- 宇都宮ライトレール（HU300形）
- 万葉線（MLRV1000形）
- 富山ライトレール（TLR0600形）
- 富山地方鉄道（デ9000形）
- 福井鉄道（F1000形）
- えちぜん鉄道（L形）
- 岡山電気軌道（9200形）
- 熊本市交通局（0800形）

新交通システム
- ゆりかもめ（7000系）
- 東京都交通局・日暮里・舎人ライナー（300形、320形）
- 大阪市交通局・ニュートラム（200系）
- 関西国際空港（ウイングシャトル）
- 台湾桃園国際空港（スカイトレイン）

除雪機械
除雪車、凍結防止剤散布車等

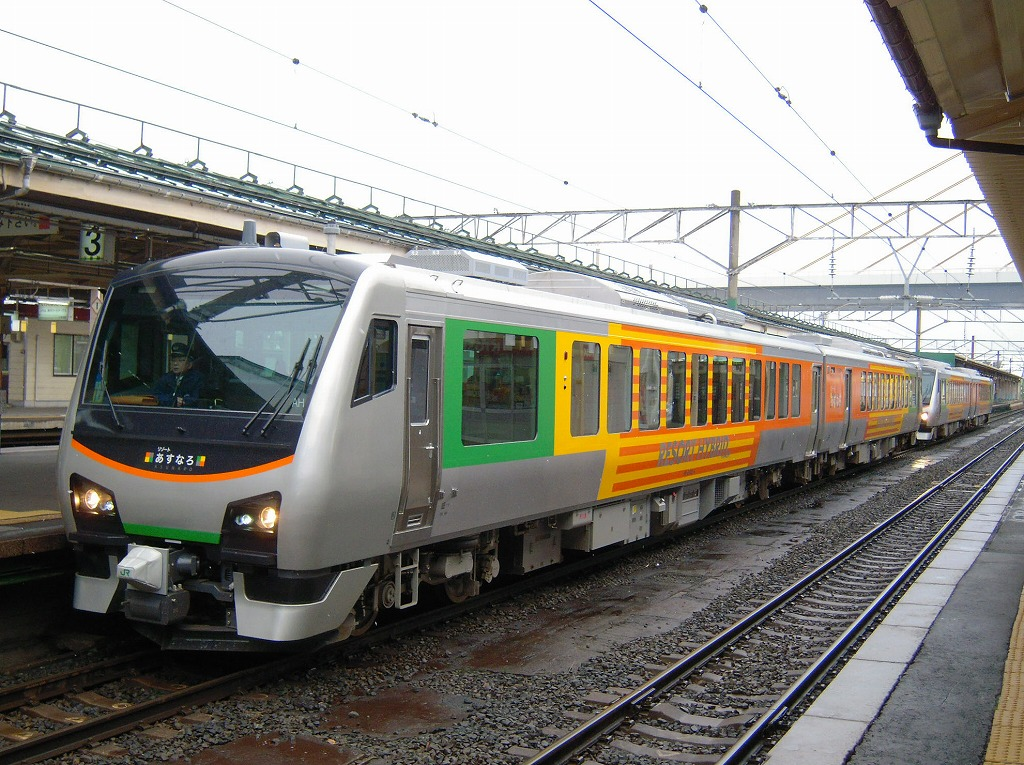
JR東日本HB-E300系気動車「リゾートあすなろ」
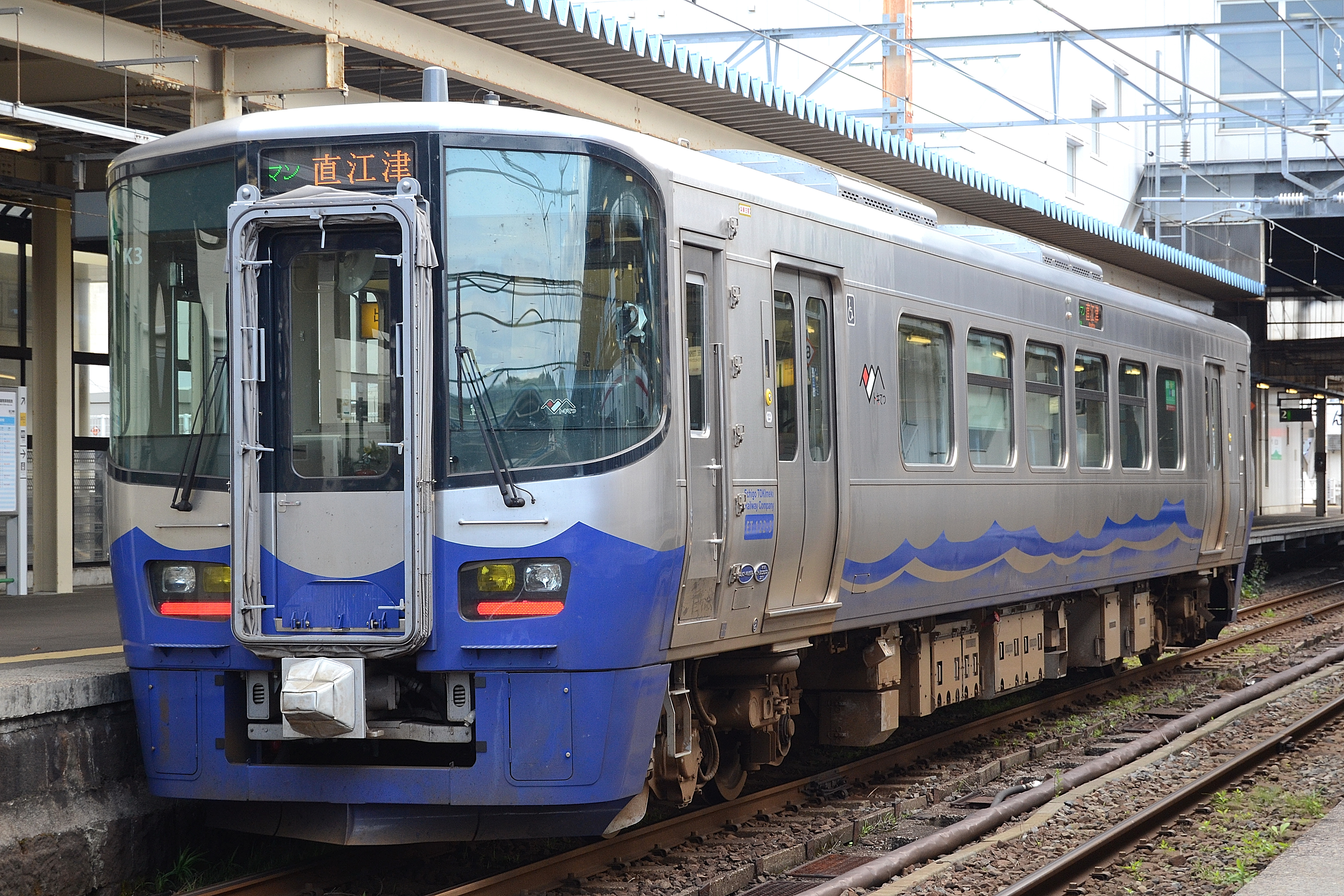
えちごトキめき鉄道ET122形気動車
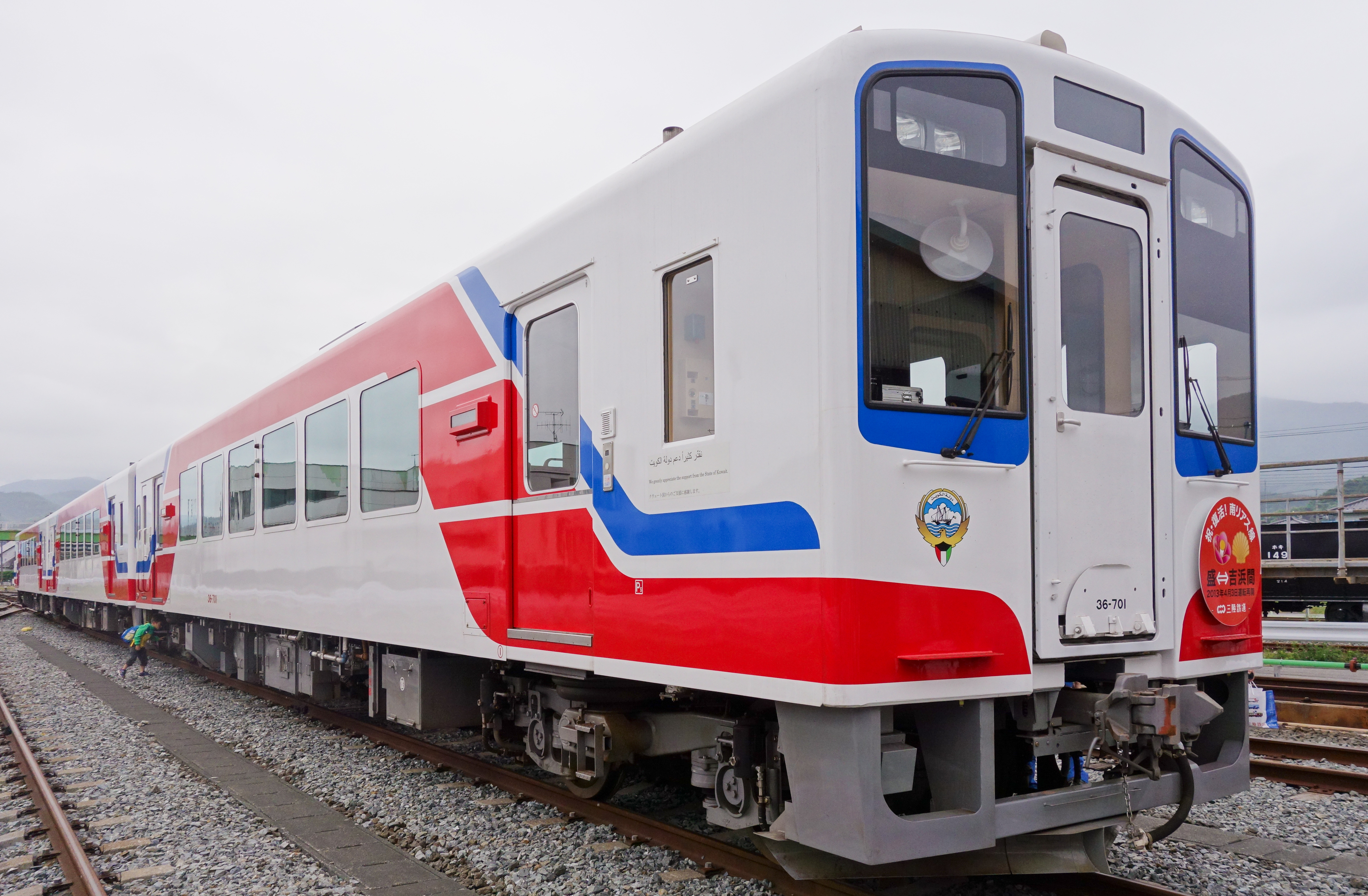
三陸鉄道36-700形気動車
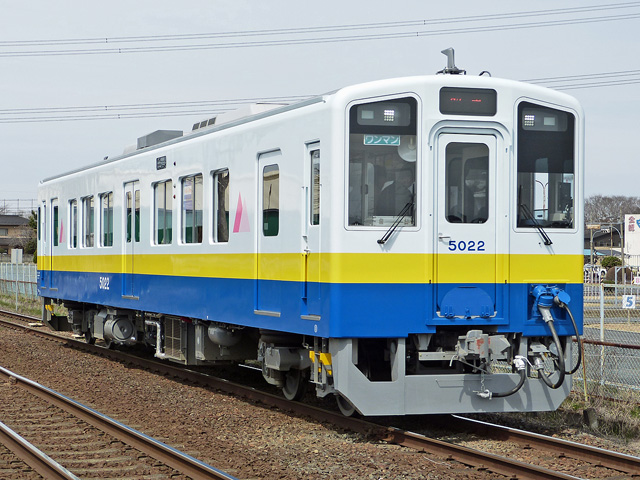
関東鉄道キハ5020形気動車
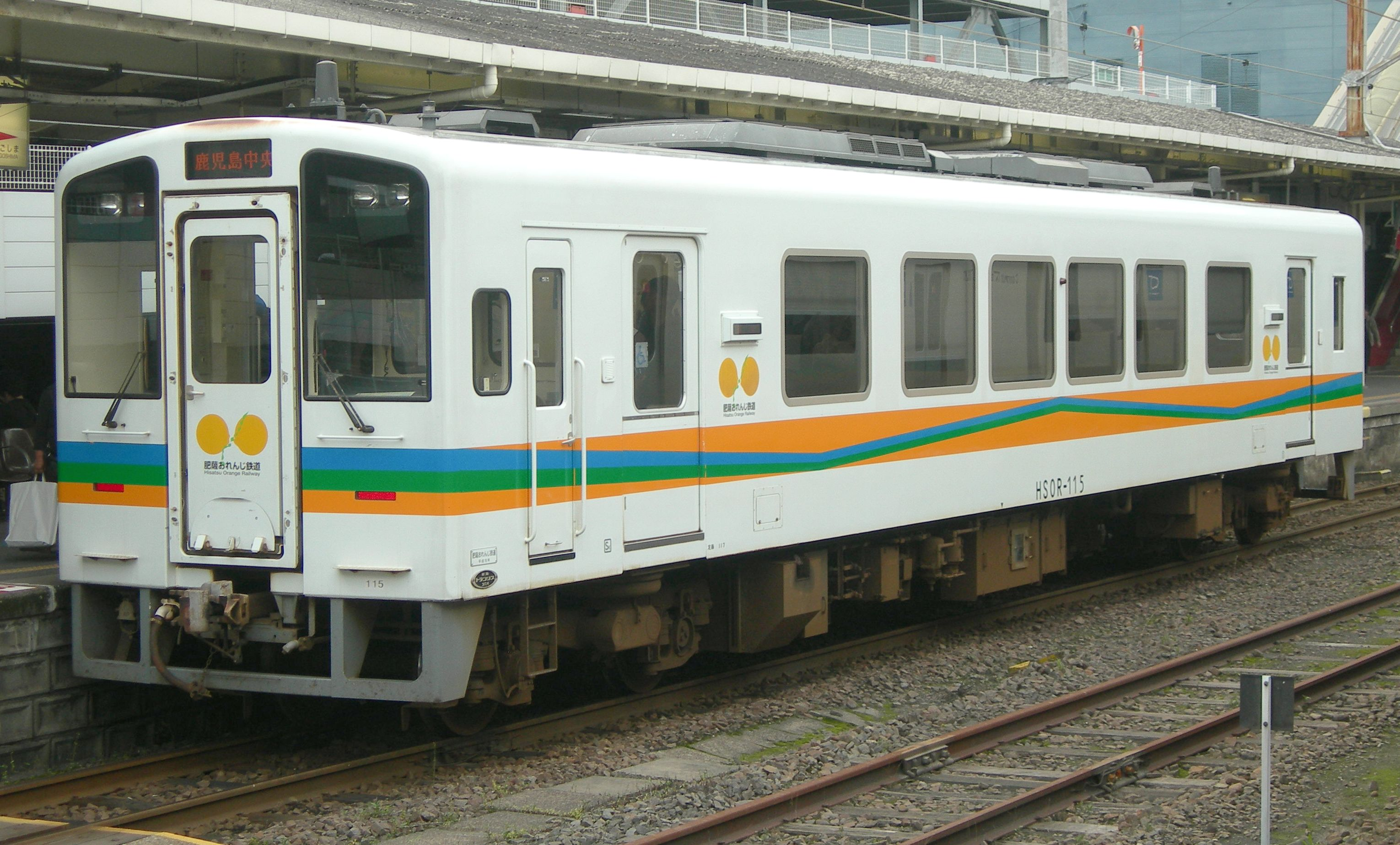
肥薩おれんじ鉄道HSOR-100形気動車
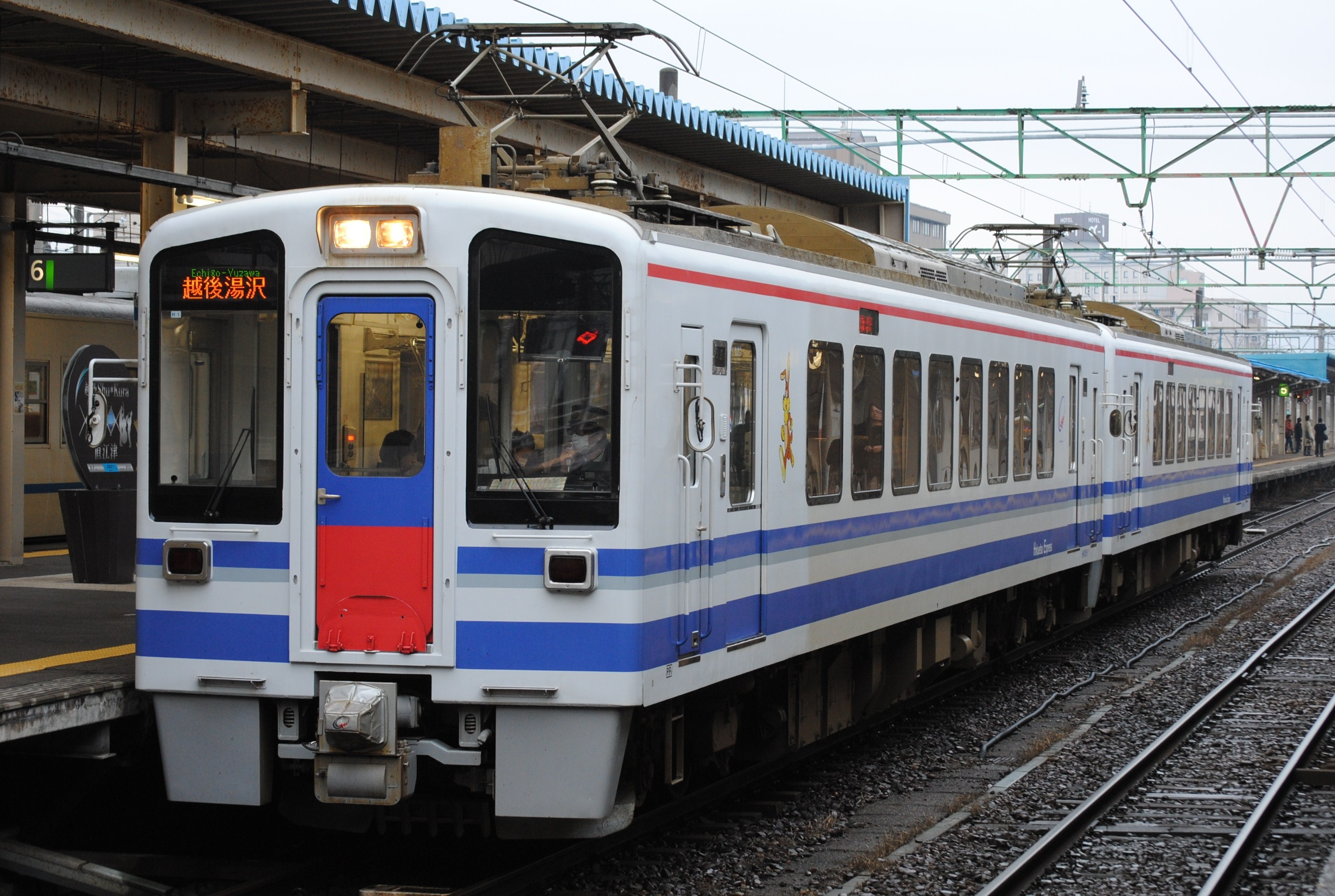
北越急行HK100形電車
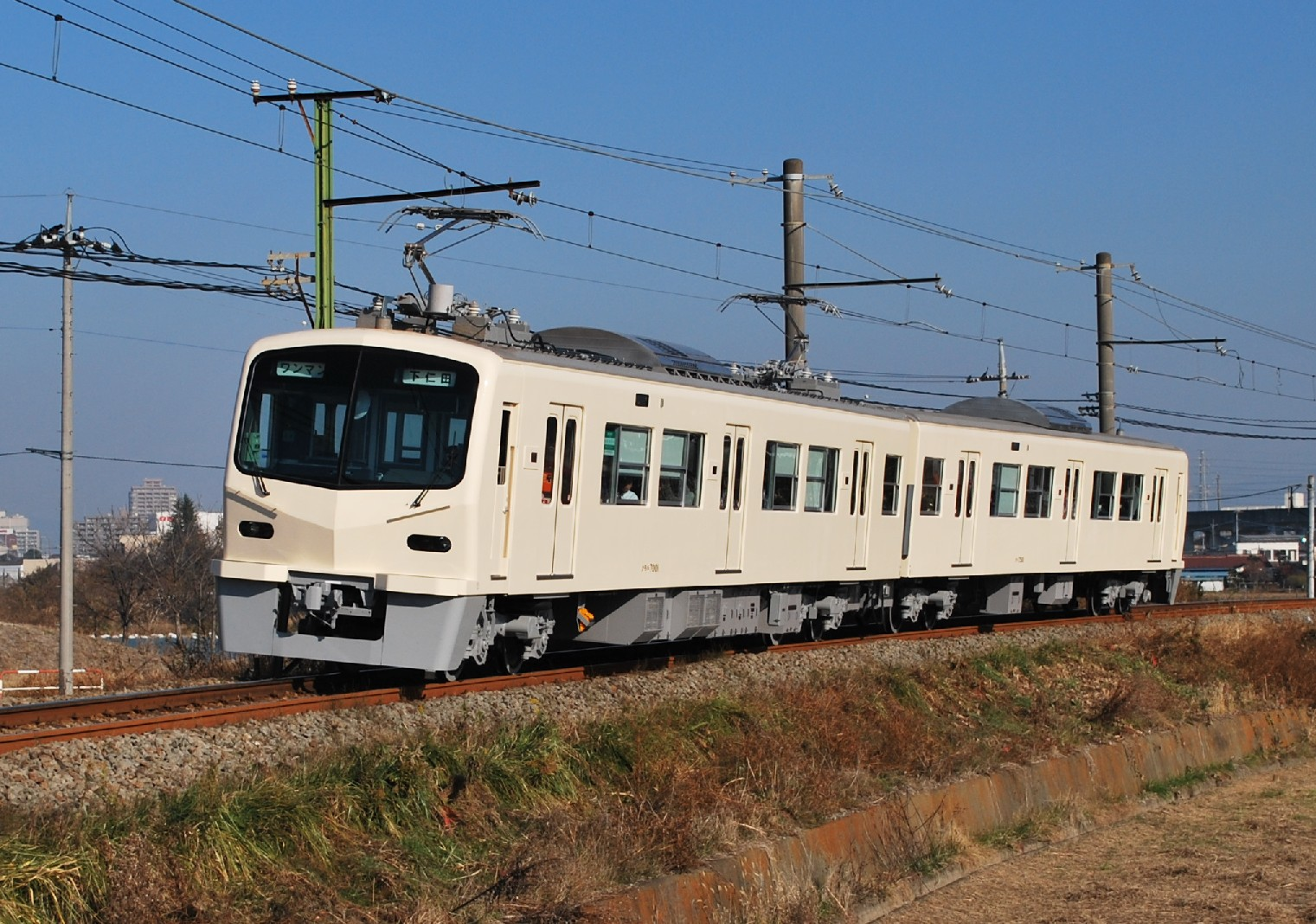
上信電鉄7000形電車
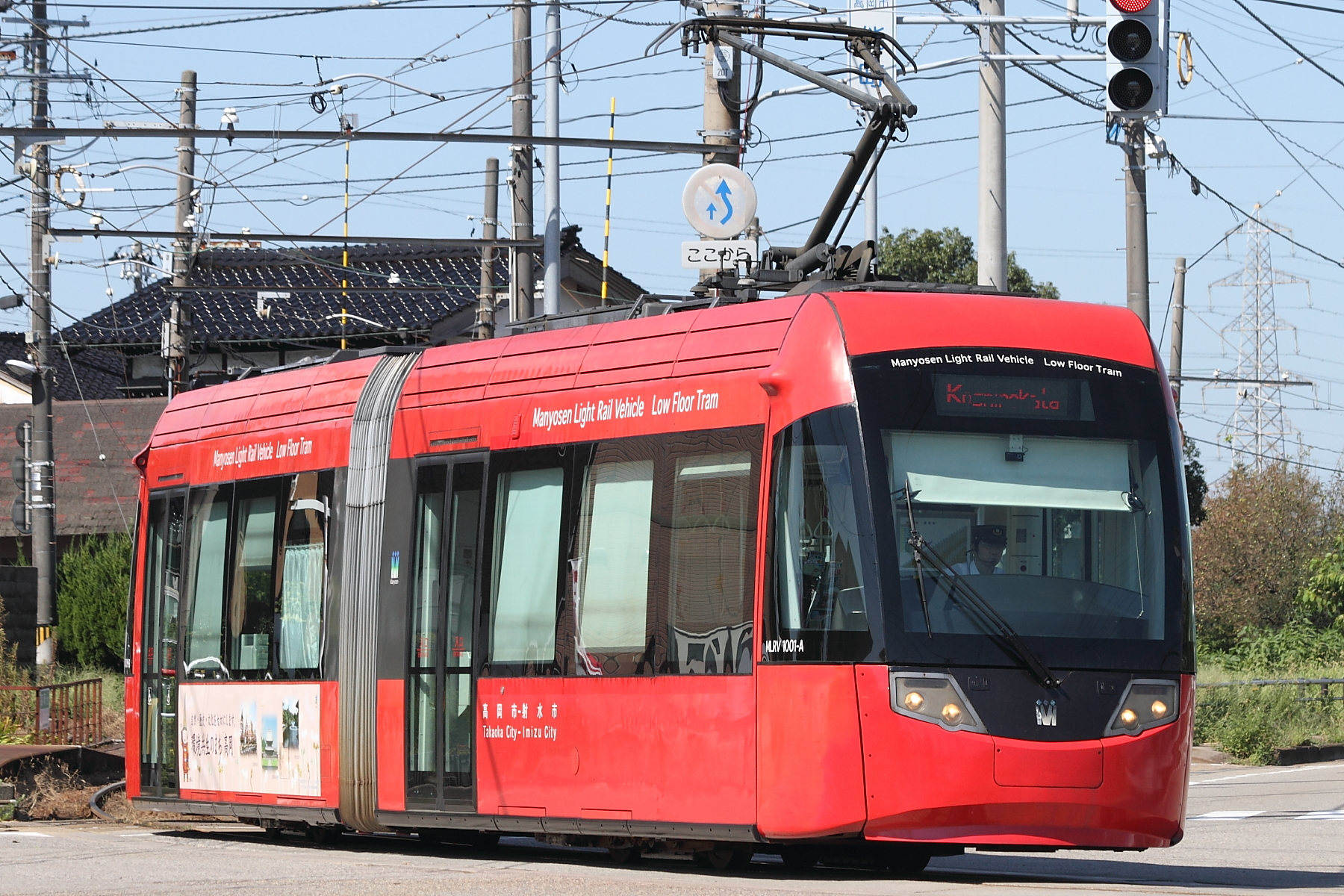
万葉線MLRV1000形電車
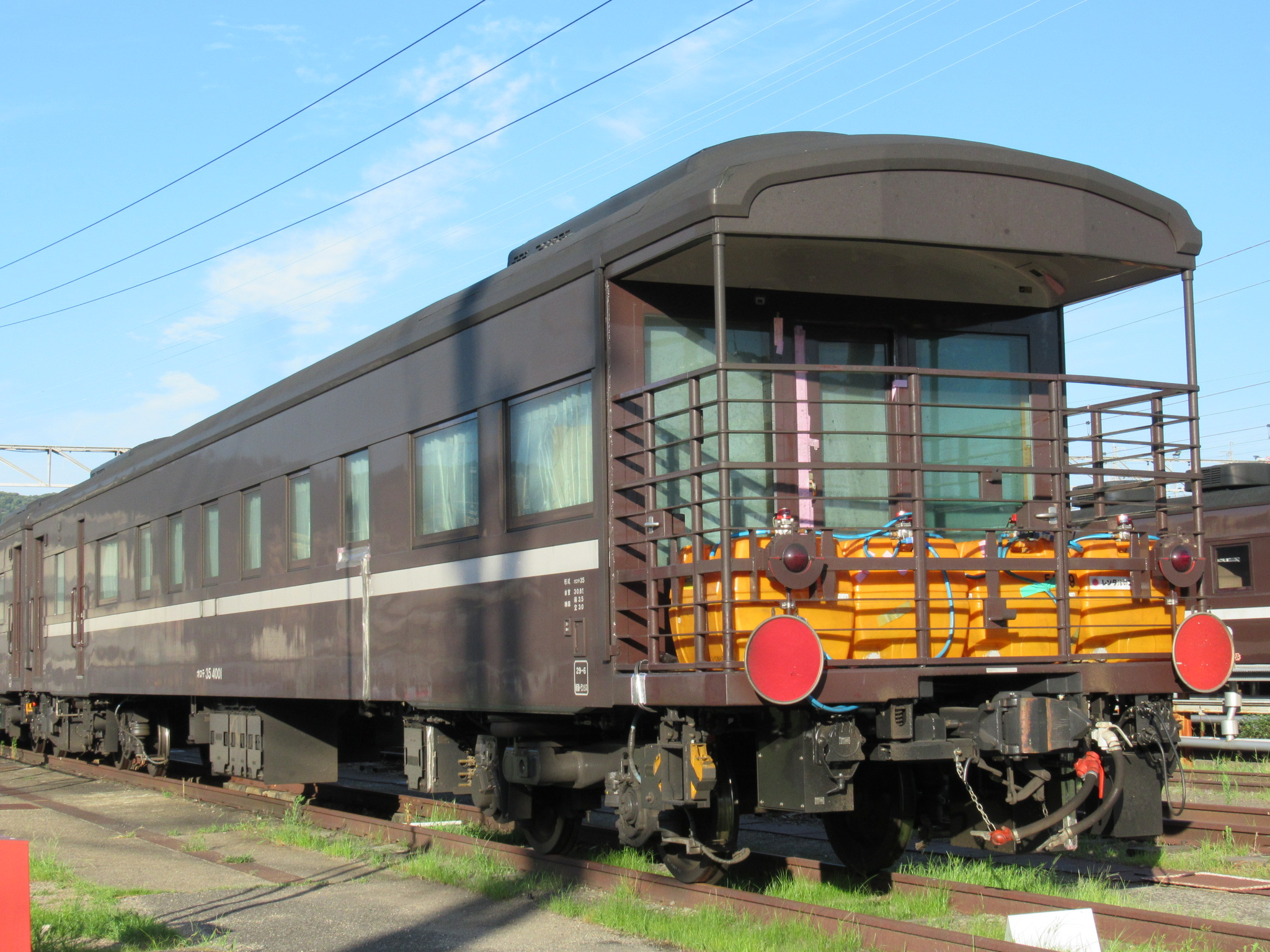
JR西日本35系客車
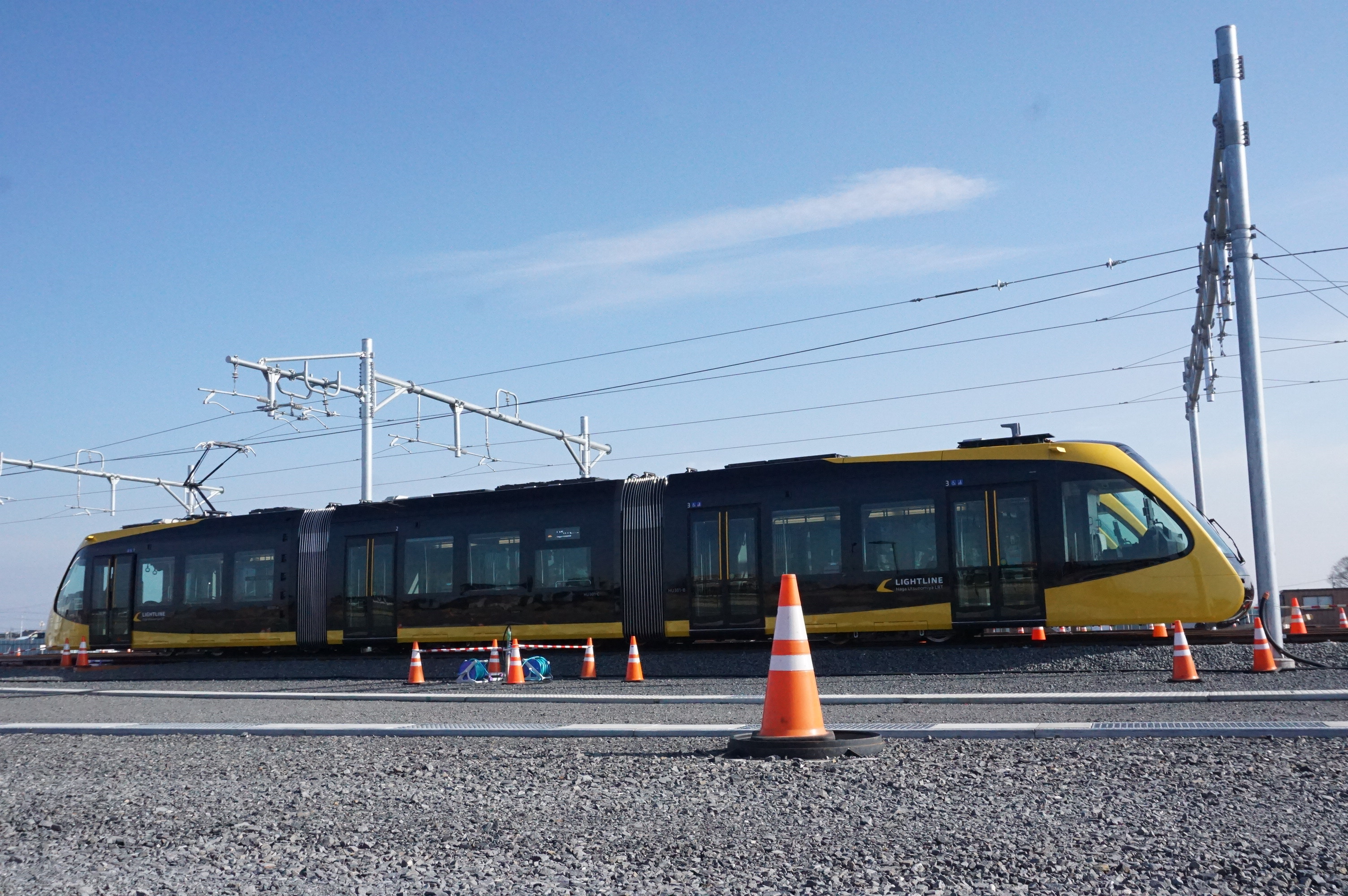
宇都宮ライトレールHU300形電車
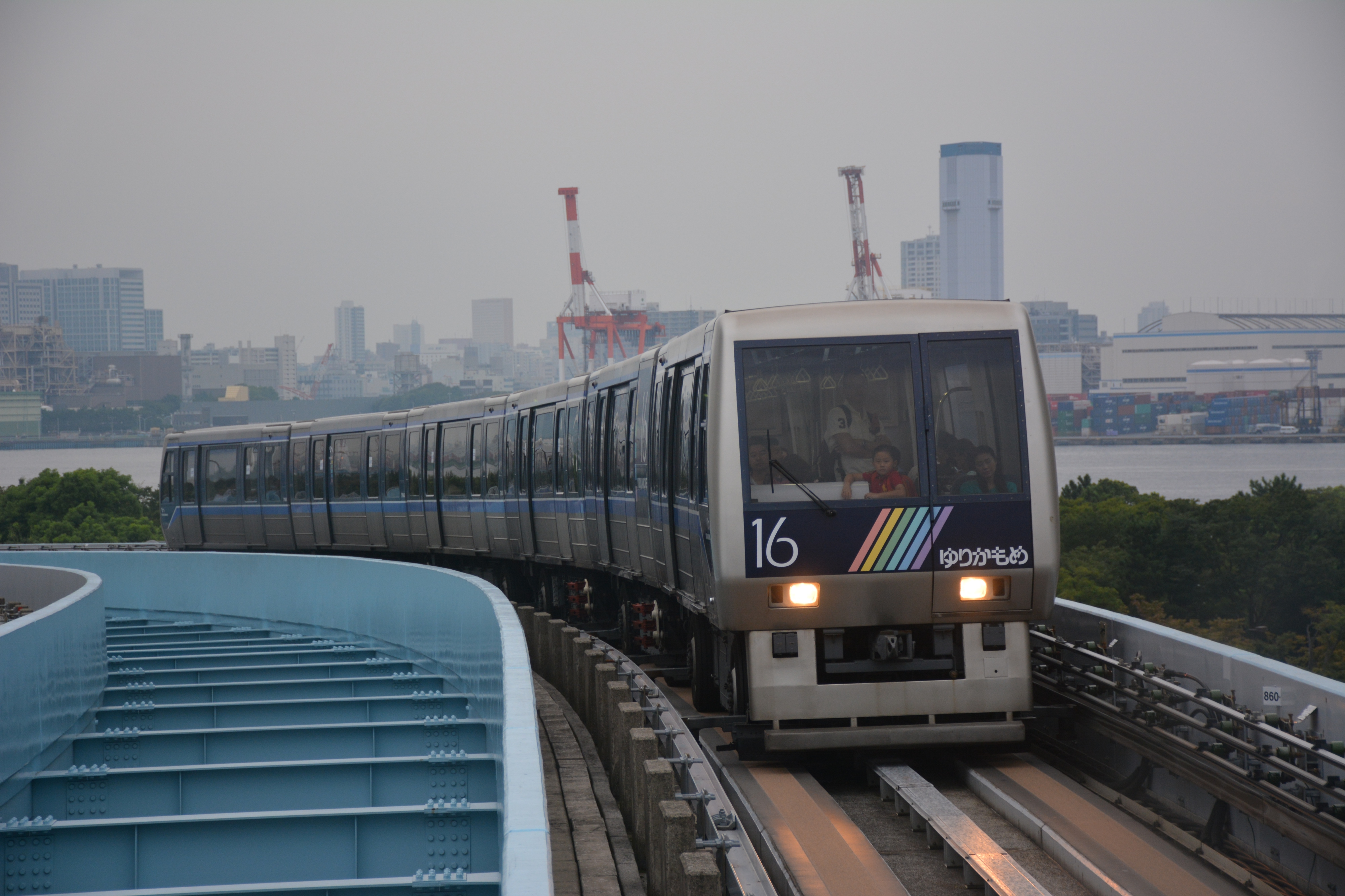
ゆりかもめ
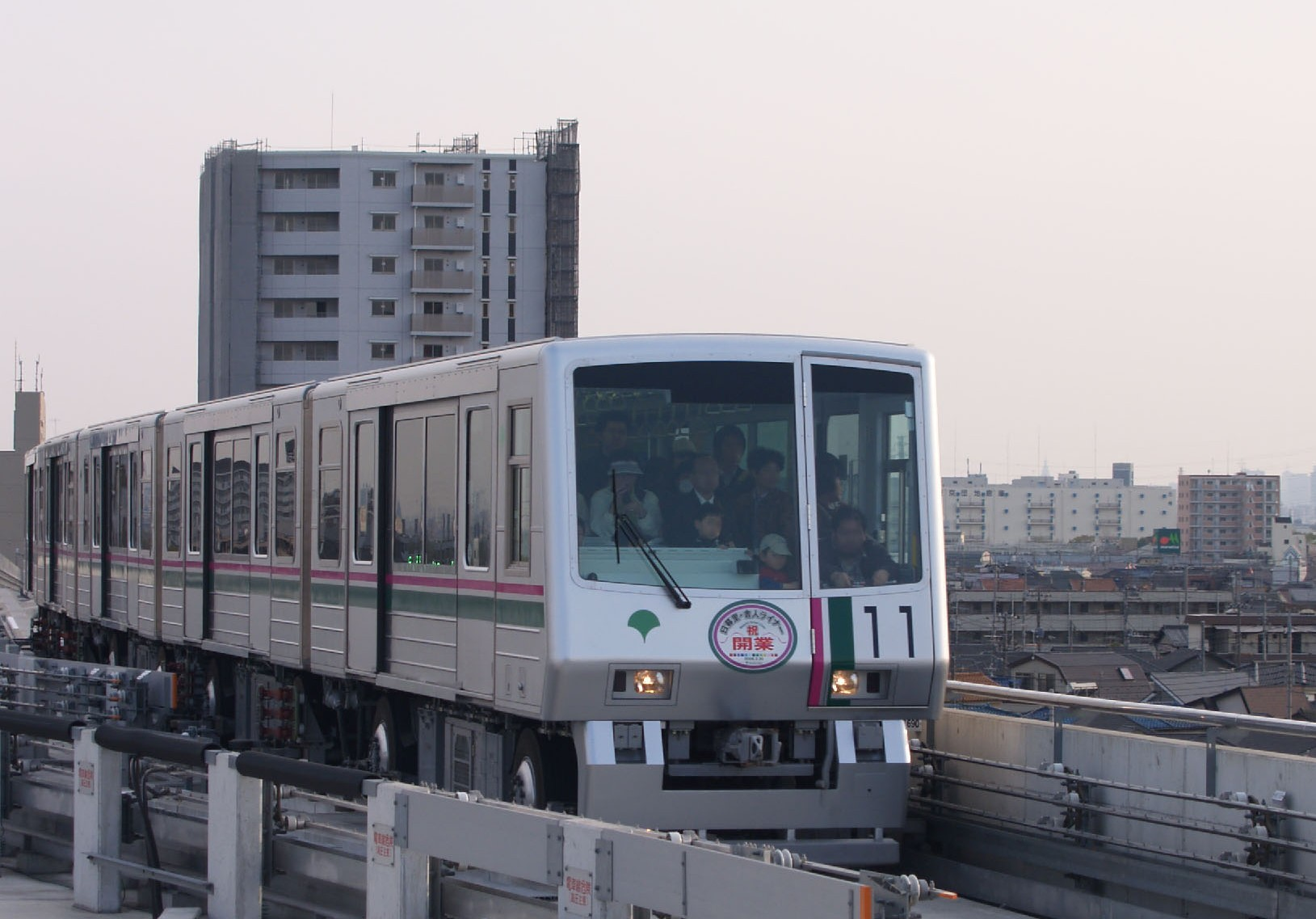
日暮里舎人ライナー